# Prótio
O Prótio, também chamado de Monotério, Hidrogénio Leve é um dos isótopos estáveis do hidrogénio ( símbolo 1H ). É o isótopo mais abundante: 99,986% do hidrogénio é prótio. O núcleo do prótio é formado por apenas um protão, em torno do qual orbita um eletrão. No universo, é a única estrutura atômica que não apresenta neutrões.

Diagrama de um átomo de hidrogênio, mostrando um diâmetro com o dobro do raio atômico do modelo atômico de Bohr (não em escala).